# Raphiocarpus longipedunculatus
Raphiocarpus longipedunculatus är en tvåhjärtbladig växtart som först beskrevs av Cheng Yih Wu och Hsi Wen Li, och fick sitt nu gällande namn av Brian Laurence Burtt. Raphiocarpus longipedunculatus ingår i släktet Raphiocarpus och familjen Gesneriaceae. Inga underarter finns listade i Catalogue of Life.